# Assemblée préfectorale de Miyazaki
 (juillet 2025).
2-10-1, rue Tachibana Est, ville de Miyazaki, préfecture de Miyazaki, Japon
Le Parlement de la préfecture de Miyazaki (宮崎県議会, Miyazaki-ken gikai?) est l'organe législatif de la Préfecture de Miyazaki. Comme dans toutes les préfectures, il est élu pour quatre ans, par vote unique non transférable dans des districts électoraux avec un ou plusieurs sièges. Il est responsable pour rédiger et mettre en œuvre les décisions de la préfecture, pour l'approbation du budget et pour les nominations administratives importantes au sein du gouvernement de la préfecture, y compris les vice-gouverneurs de la préfecture. L'assemblée a 39 membres, élus pour des mandats de 4 ans.

## Histoire
Après la chute du shogunat en 1868, le nouveau gouvernement impérial promulgua la Charte du serment, dans laquelle il affirmait que les décisions importantes de l’État devaient être prises après consultation du peuple. Cette idée ouvrit la voie à la création de formes de représentation locale comme les assemblées de province.
La même année, le gouvernement établit une nouvelle organisation administrative avec le Code du gouvernement (ja), qui divisa le pays en préfectures et han, chacun dirigé par un gouverneur nommé. En 1869, les anciens seigneurs féodaux (daimyō) de la région de l’actuel Miyazaki furent reconfirmés dans leur rôle de chefs de territoire, cette fois sous le titre de chefs de fief (ja), nommés par le gouvernement central. Ils conservaient certains pouvoirs locaux, mais leur autorité était désormais encadrée par l'État.
En 1871, l'Abolition du système han mit définitivement fin au système féodal. Le territoire de l’actuelle préfecture de Miyazaki fut alors divisé en plusieurs petites préfectures : Nobeoka, Takanabe, Sadowara, Obi, ainsi qu’une partie des préfectures de Kagoshima et Hitoyoshi.
Peu après, en 1873, toutes ces entités furent fusionnées pour créer une nouvelle préfecture de Miyazaki. Un gouverneur nommé par l'État fut placé à sa tête, et l’administration préfectorale s’installa dans la ville de Miyazaki.
Mais cette première version de la préfecture fut de courte durée : en 1876, Miyazaki fut supprimée et intégrée à la préfecture de Kagoshima. Pendant cette période, la région fut marquée par des bouleversements majeurs, comme la rébellion de Satsuma en 1877, l’un des derniers grands conflits de résistance à la centralisation du pouvoir impérial.
Finalement, en 1878, une étape décisive vers la démocratie locale fut franchie avec la promulgation du règlement sur les assemblées préfectorales. Ce texte établit pour la première fois des assemblées préfectorales élues, chargées de discuter de certaines questions budgétaires locales.
Durant cette période, le territoire de Miyazaki est toujours rattaché à la préfecture de Kagoshima, la région continue néanmoins d’être représentée au sein de l’assemblée préfectorale. Cette représentation concerne notamment l’ancienne province de Hyūga, un ancien domaine féodal qui correspond à peu près à l’actuelle préfecture de Miyazaki.
En 1880, lors des premières élections des députés préfectoraux à Kagoshima, 13 des 40 sièges sont attribués à des représentants issus de la région de Hyūga. En 1881, ce nombre est porté à 14. Parmi eux, Kawagoe Susumu (ja) se distingue par son influence puisqu'il  est élu président de l'assemblée en 1883. Cette même année, une proposition visant à séparer administrativement Hyūga de Kagoshima est adoptée par l’assemblée, préparant ainsi le rétablissement officiel de la préfecture de Miyazaki.

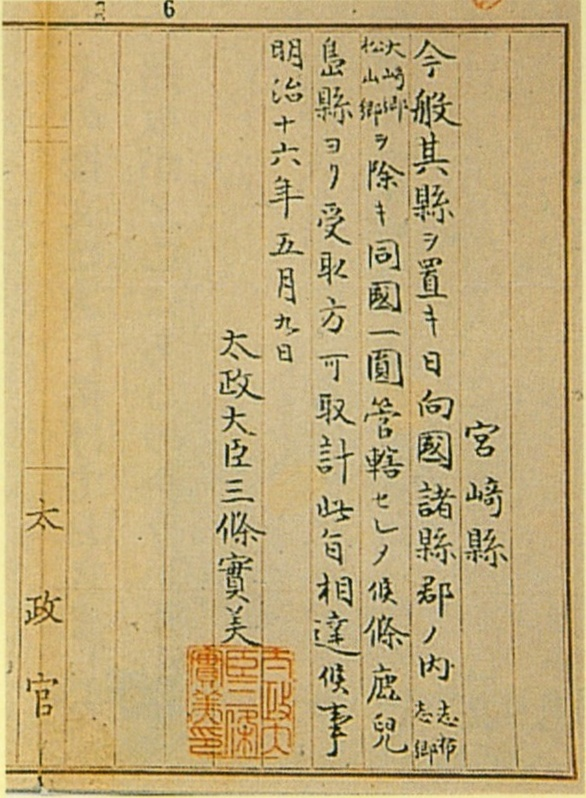
Texte proclamant le rétablissement de la préfecture de Miyazaki

En mai 1883, après une intense campagne menée depuis trois années par Kawagoe Susumu et d’autres élus de Hyūga, le gouvernement impérial proclame officiellement le rétablissement de la préfecture de Miyazaki, lui rendant ainsi son autonomie administrative. Le 1er juillet de la même année, le siège est officiellement ouvert et Tanabe Teruzane est nommé gouverneur.
Quelques semaines après la restauration de la préfecture, les premières élections préfectorales ont lieu à l’été 1883, avec environ 26 888 électeurs. Lors de ces élections, 22 conseillers sont élus pour siéger au sein du nouveau conseil préfectoral, avec un mandat de quatre ans. Le système prévoit un renouvellement par moitié tous les deux ans, selon une règle transitoire appliquée dans tout le pays à cette époque. Lors de la première session extraordinaire, ouverte le 19 août 1883, Kawagoe Susumu est élu président du conseil, et Kuroki Chōtaku (黒木長慥) vice-président. Quelques jours plus tard, la première session ordinaire s’ouvre pour une durée de 27 jours. L’ensemble de ces étapes marque l’entrée officielle de Miyazaki dans le système de gouvernement local institué par les réformes Meiji.
En 1884, le territoire de la préfecture de Miyazaki fut divisé en neuf districts par le décret gouvernemental n°3 de 1884, ce qui entraîna une réorganisation du cadre administratif local. Lors de la session ordinaire de l'assemblée tenue en mars de la même année, cette nouvelle configuration territoriale justifia une révision de la représentation : le nombre de membres de l’assemblée préfectorale fut porté à 27. En décembre, le premier bâtiment du siège de l’assemblée préfectorale fut achevé.
Durant les années 1890, le processus de modernisation administrative s’intensifia au niveau national. En 1890, les lois sur le système des préfectures (ja) et le système des districts (ja), furent adoptées. Toutefois, leur application à Miyazaki n’eut lieu qu’en 1897. Le mode de désignation des membres de l’assemblée préfectorale fut alors modifié : le système électoral devint indirect. Les habitants élisaient les conseillers municipaux, qui désignaient les conseillers de district, lesquels élisaient ensuite les membres de l’assemblée préfectorale. Cette même année, le nombre de sièges fut augmenté à 30, répartis entre huit circonscriptions électorales.
Au début du XXe siècle, l’assemblée préfectorale évolue avec les révisions légales. En 1899, les lois sur le système des préfectures et le système des districts sont entièrement révisées, renforçant l’administration préfectorale et préparant la suppression progressive des districts qui seront finalement abolis en 1923, ce qui entraîne une restructuration de l’administration préfectorale. En 1926, les fonctions de chefs de district et les bureaux de district sont supprimés. L’organisation interne de la préfecture est modifiée, avec la création de nouvelles antennes comme la sous-préfecture de Nishi-Usuki (ja).
Sous l’ère Shōwa, l’assemblée préfectorale poursuivit son développement. En 1933, elle comptait désormais 32 membres répartis sur 11 circonscriptions, puis 34 membres à partir de 1940. Pendant la guerre, des bureaux régionaux furent créés dans chaque district (à l’exception de celui de Nishi-Usuki) pour renforcer l’administration locale. Après la guerre, en 1947, la promulgation de la nouvelle Constitution et l’entrée en vigueur de la Loi sur l’autonomie locale marquèrent un tournant : les premières élections préfectorales démocratiques furent organisées le 30 avril 1947, permettant l’élection directe de 45 membres répartis sur 11 circonscriptions. Le nombre de sièges évolua progressivement au fil des années : 47 membres à partir de 1951, puis 46 à partir de 1974.
Dans les décennies suivantes, plusieurs réformes successives redéfinirent le découpage électoral et le nombre de sièges. En 1982, un premier texte fut adopté pour réduire le nombre de membres, mais cette mesure fut abrogée en 2002. En 1998, une nouvelle révision abaissa le nombre de sièges de 47 à 45, mesure appliquée dès les élections de 1999. En 2009, un redécoupage ramena le nombre de sièges à 39 répartis sur 15 circonscriptions, puis à 39 sur 14 circonscriptions à compter de 2010. La même année, un texte introduisit un système transitoire de circonscriptions spéciales, qui resta en vigueur jusqu’en 2015.